# Gran Premio motociclistico della Comunità Valenciana 2023
Il Gran Premio motociclistico della Comunità Valenciana 2023 è stata la ventesima ed ultima prova del motomondiale del 2023. Le vittorie nelle tre classi sono andate a: Jorge Martín nella Sprint e Francesco Bagnaia nella gara della MotoGP, Fermín Aldeguer in Moto2 e Ayumu Sasaki in Moto3.
Grazie a questa vittoria, la settima della stagione, Francesco Bagnaia si laurea per la seconda volta consecutiva Campione del Mondo della MotoGP: diventa così il terzo pilota a vincere due Mondiali consecutivamente dalla nascita della MotoGP, nel 2002, dopo il connazionale Valentino Rossi e Marc Márquez, nonché il primo pilota a riconfermarsi Campione vestendo il numero 1 da Mick Doohan nel 1995.

## MotoGP

### Sprint

#### Arrivati al traguardo
| Pos. | Nº | Pilota                | Squadra                     | Motocicletta       | Giri | Tempo     | Griglia | Punti |
| ---- | -- | --------------------- | --------------------------- | ------------------ | ---- | --------- | ------- | ----- |
| 1º   | 89 | Jorge Martín          | Prima Pramac Racing         | Ducati Desmosedici | 13   | 19'38.827 | 6º      | 12    |
| 2º   | 33 | Brad Binder           | Red Bull KTM Factory Racing | KTM RC16           | 13   | +0.190    | 5º      | 9     |
| 3º   | 93 | Marc Márquez          | Repsol Honda                | Honda RC213V       | 13   | +2.122    | 9º      | 7     |
| 4º   | 12 | Maverick Viñales      | Aprilia Racing              | Aprilia RS-GP      | 13   | +3.106    | 1º      | 6     |
| 5º   | 1  | Francesco Bagnaia     | Ducati Lenovo               | Ducati Desmosedici | 13   | +4.253    | 2º      | 5     |
| 6º   | 49 | Fabio Di Giannantonio | Gresini Racing              | Ducati Desmosedici | 13   | +4.400    | 11º     | 4     |
| 7º   | 72 | Marco Bezzecchi       | Mooney VR46 Racing          | Ducati Desmosedici | 13   | +4.502    | 7º      | 3     |
| 8º   | 73 | Álex Márquez          | Gresini Racing              | Ducati Desmosedici | 13   | +5.578    | 8º      | 2     |
| 9º   | 5  | Johann Zarco          | Prima Pramac Racing         | Ducati Desmosedici | 13   | +5.910    | 3º      | 1     |
| 10º  | 37 | Augusto Fernández     | GasGas Factory Racing Tech3 | KTM RC16           | 13   | +6.095    | 13º     |       |
| 11º  | 25 | Raúl Fernández        | CryptoData RNF              | Aprilia RS-GP      | 13   | +7.674    | 10º     |       |
| 12º  | 43 | Jack Miller           | Red Bull KTM Factory Racing | KTM RC16           | 13   | +8.098    | 4º      |       |
| 13º  | 41 | Aleix Espargaró       | Aprilia Racing              | Aprilia RS-GP      | 13   | +9.513    | 12º     |       |
| 14º  | 44 | Pol Espargaró         | GasGas Factory Racing Tech3 | KTM RC16           | 13   | +12.453   | 18º     |       |
| 15º  | 23 | Enea Bastianini       | Ducati Lenovo               | Ducati Desmosedici | 13   | +12.599   | 14º     |       |
| 16º  | 30 | Takaaki Nakagami      | LCR Honda Idemitsu          | Honda RC213V       | 13   | +13.787   | 16º     |       |
| 17º  | 10 | Luca Marini           | Mooney VR46 Racing          | Ducati Desmosedici | 13   | +13.887   | 17º     |       |
| 18º  | 21 | Franco Morbidelli     | Monster Energy Yamaha       | Yamaha YZR-M1      | 13   | +14.943   | 19º     |       |
| 19º  | 42 | Álex Rins             | LCR Honda Idemitsu          | Honda RC213V       | 13   | +20.378   | 20º     |       |
| 20º  | 32 | Lorenzo Savadori      | CryptoData RNF              | Aprilia RS-GP      | 13   | +25.017   | 21º     |       |

#### Ritirati
| Nº | Pilota           | Squadra               | Motocicletta  | Giri | Griglia |
| -- | ---------------- | --------------------- | ------------- | ---- | ------- |
| 20 | Fabio Quartararo | Monster Energy Yamaha | Yamaha YZR-M1 | 4    | 15º     |

### Gara

#### Arrivati al traguardo
| Pos. | Nº | Pilota                | Squadra                     | Motocicletta       | Giri | Tempo     | Griglia | Punti |
| ---- | -- | --------------------- | --------------------------- | ------------------ | ---- | --------- | ------- | ----- |
| 1º   | 1  | Francesco Bagnaia     | Ducati Lenovo               | Ducati Desmosedici | 27   | 40'58.535 | 1º      | 25    |
| 2º   | 5  | Johann Zarco          | Prima Pramac Racing         | Ducati Desmosedici | 27   | +0.360    | 2º      | 20    |
| 3º   | 33 | Brad Binder           | Red Bull KTM Factory Racing | KTM RC16           | 27   | +2.347    | 5º      | 16    |
| 4º   | 49 | Fabio Di Giannantonio | Gresini Racing              | Ducati Desmosedici | 27   | +0.176    | 11º     | 13    |
| 5º   | 25 | Raúl Fernández        | CryptoData RNF              | Aprilia RS-GP      | 27   | +4.636    | 10º     | 11    |
| 6º   | 73 | Álex Márquez          | Gresini Racing              | Ducati Desmosedici | 27   | +4.708    | 8º      | 10    |
| 7º   | 21 | Franco Morbidelli     | Monster Energy Yamaha       | Yamaha YZR-M1      | 27   | +4.736    | 19º     | 9     |
| 8º   | 41 | Aleix Espargaró       | Aprilia Racing              | Aprilia RS-GP      | 27   | +8.014    | 12º     | 8     |
| 9º   | 10 | Luca Marini           | Mooney VR46 Racing          | Ducati Desmosedici | 27   | +9.486    | 17º     | 7     |
| 10º  | 12 | Maverick Viñales      | Aprilia Racing              | Aprilia RS-GP      | 27   | +10.556   | 4º      | 6     |
| 11º  | 20 | Fabio Quartararo      | Monster Energy Yamaha       | Yamaha YZR-M1      | 27   | +12.001   | 15º     | 5     |
| 12º  | 30 | Takaaki Nakagami      | LCR Honda Idemitsu          | Honda RC213V       | 27   | +21.695   | 16º     | 4     |
| 13º  | 32 | Lorenzo Savadori      | CryptoData RNF              | Aprilia RS-GP      | 27   | +43.297   | 21º     | 3     |
| 14º  | 44 | Pol Espargaró         | GasGas Factory Racing Tech3 | KTM RC16           | 25   | +2 giri   | 18º     | 2     |

#### Ritirati
| Nº | Pilota            | Squadra                     | Motocicletta       | Giri | Griglia |
| -- | ----------------- | --------------------------- | ------------------ | ---- | ------- |
| 41 | Álex Rins         | LCR Honda Idemitsu          | Honda RC213V       | 19   | 20º     |
| 43 | Jack Miller       | Red Bull KTM Factory Racing | KTM RC16           | 18   | 3º      |
| 37 | Augusto Fernández | GasGas Factory Racing Tech3 | KTM RC16           | 9    | 13º     |
| 23 | Enea Bastianini   | Ducati Lenovo               | Ducati Desmosedici | 9    | 14º     |
| 89 | Jorge Martín      | Prima Pramac Racing         | Ducati Desmosedici | 5    | 6º      |
| 93 | Marc Márquez      | Repsol Honda                | Honda RC213V       | 5    | 9º      |
| 72 | Marco Bezzecchi   | Mooney VR46 Racing          | Ducati Desmosedici | 0    | 7º      |

## Moto2

### Arrivati al traguardo
| Pos. | Nº | Pilota                  | Squadra                          | Motocicletta | Giri | Tempo     | Griglia | Punti |
| ---- | -- | ----------------------- | -------------------------------- | ------------ | ---- | --------- | ------- | ----- |
| 1º   | 14 | Fermín Alderguer        | GT Trevisan Speed Up             | Boscoscuro   | 22   | 34'33.384 | 2°      | 25    |
| 2º   | 40 | Arón Canet              | Pons Wegow Los40                 | Kalex        | 22   | +3.986    | 1°      | 20    |
| 3º   | 21 | Alonso López            | GT Trevisan Speed Up             | Boscoscuro   | 22   | +6.455    | 14°     | 16    |
| 4º   | 24 | Marcos Ramírez          | OnlyFans American Racing         | Kalex        | 22   | +6.476    | 3°      | 13    |
| 5º   | 35 | Somkiat Chantra         | IDEMITSU Honda Team Asia         | Kalex        | 22   | +7.060    | 10°     | 11    |
| 6º   | 96 | Jake Dixon              | GASGAS Aspar Team                | Kalex        | 22   | +7.864    | 5°      | 10    |
| 7º   | 22 | Sam Lowes               | ELF Marc VDS Racing Team         | Kalex        | 22   | +8.924    | 4°      | 9     |
| 8°   | 16 | Joe Roberts             | Italtrans Racing Team            | Kalex        | 22   | +11.842   | 7°      | 8     |
| 9º   | 71 | Dennis Foggia           | Italtrans Racing Team            | Kalex        | 22   | +12.096   | 12°     | 7     |
| 10º  | 75 | Albert Arenas           | Red Bull KTM Ajo                 | Kalex        | 22   | +12.549   | 9°      | 6     |
| 11º  | 79 | Ai Ogura                | IDEMITSU Honda Team Asia         | Kalex        | 22   | +13.527   | 17°     | 5     |
| 12º  | 37 | Pedro Acosta            | Red Bull KTM Ajo                 | Kalex        | 22   | +14.044   | 6°      | 4     |
| 13º  | 18 | Manuel González         | Correos Prepago Yamaha VR46 Team | Kalex        | 22   | +15.570   | 18°     | 3     |
| 14º  | 7  | Barry Baltus            | Fieten Olie Racing GP            | Kalex        | 22   | +15.861   | 16°     | 2     |
| 15º  | 52 | Jeremy Alcoba           | QJMotor Gresini                  | Kalex        | 22   | +18.539   | 23°     | 1     |
| 16º  | 14 | Tony Arbolino           | ELF Marc VDS Racing Team         | Kalex        | 22   | +18.608   | 19°     |       |
| 17º  | 12 | Filip Salač             | QJMotor Gresini                  | Kalex        | 22   | +25.356   | 8°      |       |
| 18º  | 84 | Zonta van den Goorbergh | Fieten Olie Racing GP            | Kalex        | 22   | +26.716   | 20°     |       |
| 19º  | 44 | Matteo Ferrari          | QJMotor Gresini                  | Kalex        | 22   | +31.074   | 24°     |       |
| 20º  | 15 | Darryn Binder           | Liqui Moly Husqvarna Intact GP   | Kalex        | 22   | +33.307   | 25°     |       |
| 21°  | 33 | Rory Skinner            | OnlyFans American Racing         | Kalex        | 22   | +35.853   | 26°     |       |
| 22°  | 23 | Taiga Hada              | Pertamina Mandalika SAG Team     | Kalex        | 22   | +36.352   | 29°     |       |
| 23°  | 17 | Álex Escrig             | Forward Team                     | Forward      | 22   | +36.955   | 22°     |       |
| 24°  | 64 | Bo Bendsneyder          | Pertamina Mandalika SAG Team     | Kalex        | 22   | +41.137   | 27°     |       |
| 25°  | 9  | Mattia Casadei          | Fantic Racing                    | Kalex        | 22   | +42.309   | 30°     |       |
| 26°  | 4  | Sean Dylan Kelly        | Forward Team                     | Forward      | 22   | +55.828   | 32°     |       |

### Ritirati
| Nº | Pilota           | Squadra                          | Motocicletta | Giri | Griglia |
| -- | ---------------- | -------------------------------- | ------------ | ---- | ------- |
| 45 | Héctor Garzó     | Dynavolt Intact GP MotoE         | Kalex        | 16   | 28°     |
| 13 | Celestino Vietti | Fantic Racing                    | Kalex        | 6    | 11°     |
| 3  | Lukas Tulovic    | Liqui Moly Husqvarna Intact GP   | Kalex        | 4    | 21°     |
| 5  | Kōta Nozane      | Correos Prepago Yamaha VR46 Team | Kalex        | 0    | 31°     |
| 11 | Sergio García    | Pons Wegow Los40                 | Kalex        | 0    | 13°     |
| 28 | Izan Guevara     | GASGAS Aspar Team                | Kalex        | 0    | 15°     |

## Moto3

### Arrivati al traguardo
| Pos. | Nº | Pilota             | Squadra                        | Motocicletta  | Giri | Tempo     | Griglia | Punti |
| ---- | -- | ------------------ | ------------------------------ | ------------- | ---- | --------- | ------- | ----- |
| 1°   | 71 | Ayumu Sasaki       | Liqui Moly Husqvarna Intact GP | Husqvarna     | 20   | 33'03.409 | 2°      | 25    |
| 2°   | 80 | David Alonso       | GasGas Aspar Team              | Gas Gas       | 20   | +0.068    | 12°     | 20    |
| 3°   | 48 | Iván Ortolá        | Angeluss MTA                   | KTM RC 250 GP | 20   | +0.128    | 6°      | 16    |
| 4°   | 95 | Collin Veijer      | Liqui Moly Husqvarna Intact GP | Husqvarna     | 20   | +0.266    | 1°      | 13    |
| 5º   | 53 | Deniz Öncü         | Red Bull KTM Ajo               | KTM RC 250 GP | 20   | +0.384    | 3°      | 11    |
| 6º   | 99 | José Antonio Rueda | Red Bull KTM Ajo               | KTM RC 250 GP | 20   | +3.589    | 7°      | 10    |
| 7º   | 66 | Joel Kelso         | CFMoto Racing PrüstelGP        | CFMoto        | 20   | +4.623    | 4°      | 7     |
| 8º   | 96 | Daniel Holgado     | Red Bull KTM Tech3             | KTM RC 250 GP | 20   | +6.105    | 18°     | 8     |
| 9º   | 44 | David Muñoz        | Boé Motorsports                | KTM RC 250 GP | 20   | +6.305    | 9°      | 7     |
| 10º  | 6  | Ryusei Yamanaka    | GasGas Aspar Team              | Gas Gas       | 20   | +6.907    | 10°     | 6     |
| 11º  | 72 | Taiyo Furusato     | Honda Team Asia                | Honda NSF250R | 20   | +9.166    | 16°     | 5     |
| 12º  | 7  | Filippo Farioli    | Red Bull KTM Tech3             | KTM RC 250 GP | 20   | +9.663    | 14°     | 4     |
| 13º  | 5  | Jaume Masiá        | Leopard Racing                 | Honda NSF250R | 20   | +10.446   | 8°      | 3     |
| 14º  | 31 | Adrián Fernández   | Leopard Racing                 | Honda NSF250R | 20   | +10.556   | 12°     | 2     |
| 15º  | 82 | Stefano Nepa       | Angeluss MTA                   | KTM RC 250 GP | 20   | +11.462   | 11°     | 1     |
| 16º  | 55 | Romano Fenati      | Rivacold Snipers Team          | Honda NSF250R | 20   | +13.966   | 20°     |       |
| 17°  | 54 | Riccardo Rossi     | SIC58 Squadra Corse            | Honda NSF250R | 20   | +14.000   | 15°     |       |
| 18°  | 18 | Matteo Bertelle    | Rivacold Snipers Team          | Honda NSF250R | 20   | +25.472   | 19°     |       |
| 19°  | 43 | Xavier Artigas     | CFMoto Racing PrüstelGP        | CFMoto        | 20   | +28.354   | 22°     |       |
| 20°  | 27 | Kaito Toba         | SIC58 Squadra Corse            | Honda NSF250R | 20   | +28.420   | 21°     |       |
| 21°  | 38 | David Salvador     | CIP Green Power                | KTM RC 250 GP | 20   | +33.908   | 23°     |       |
| 22°  | 69 | Marcos Ruda        | Dynavolt Intact GP             | Husqvarna     | 20   | +36.632   | 25°     |       |
| 23°  | 64 | Mario Aji          | Honda Team Asia                | Honda NSF250R | 20   | +36.785   | 26°     |       |

### Ritirati
| Nº | Pilota         | Squadra         | Motocicletta  | Giri | Griglia |
| -- | -------------- | --------------- | ------------- | ---- | ------- |
| 20 | Lorenzo Fellon | CIP Green Power | KTM RC 250 GP | 2    | 24°     |
| 10 | Diogo Moreira  | MT Helmets MSI  | KTM RC 250 GP | 0    | 17°     |
| 21 | Vicente Pérez  | Boé Motorsports | KTM RC 250 GP | 0    | 13°     |